# Койос
Койос в древногръцката митология е титан от първото поколение. Син на Уран и Гея. От своята жена, сестра си Феба, Койос има две дъщери – Лето и Астерия. Заедно с другите титани, Койос е заточен в Тартар след титаномахията и победата на Олимпийските богове.